# Eivor Steen-Olsson
Eivor Steen-Olsson, född den 5 januari 1937, är en svensk orienterare som blev världsmästare i stafett 1966 och 1970, europamästare i stafett 1964 samt nordisk mästare i stafett 1967. Hon tävlar för Kungälvs OK.